# Запах мандарина (фільм)
«Запах мандарина» (фр. L'odeur de la mandarine) — французька мелодрама 2015 року, поставлена режисером Жилем Леграном. Фільм отримав 2 номінації на здобуття кінопремії «Сезар» 2016 року .

## Сюжет
Літо 1918 року. Війна тривала ще протягом кількох місяців, але для Шарля і Анжель усе вже позаду. Він, кавалерійський офіцер, що втратив на фронті ногу. Вона, його домашня медсестра, яка нещодавно втратила першу свою велику любов, батька своє доньки. Між Шарлем і Анжель, яких об'єднує необхідність реабілітації, спалахують найсильніші почуття, які переростають у пристрасне кохання…

## У ролях
| Олів'є Гурме    | ···· | Шарль       |
| Джорджія Скальє | ···· | Анжель      |
| Димитрій Сторож | ···· | Леонард     |
| Елен Венсан     | ···· | Емілі       |
| Марін Валле     | ···· | Луїза       |
| Фред Улісс      | ···· | Фірмен      |
| Роман Бутей     | ···· | нотаріус    |
| Мішель Робен    | ···· | кюре        |
| Алікс Бенезеґ   | ···· | проститутка |
| Юрбен Кансельє  | ···· | сержант     |

## Визнання
| Нагороди та номінації фільму «Запах мандарина» | Нагороди та номінації фільму «Запах мандарина» | Нагороди та номінації фільму «Запах мандарина» | Нагороди та номінації фільму «Запах мандарина» | Нагороди та номінації фільму «Запах мандарина» | Нагороди та номінації фільму «Запах мандарина» |
| Рік                                            | Кінофестиваль/кінопремія                       | Категорія/нагорода                             | Номінант                                       | Результат                                      |                                                |
| ---------------------------------------------- | ---------------------------------------------- | ---------------------------------------------- | ---------------------------------------------- | ---------------------------------------------- | ---------------------------------------------- |
| 2016                                           | Премія «Сезар»                                 | Найкращі декорації                             | Жан Рабасс                                     | Номінація                                      |                                                |
| 2016                                           | Премія «Сезар»                                 | Найкращий дизайн костюмів                      | Катрін Летер'є                                 | Номінація                                      |                                                |